# Belmont (Isère)
Belmont ist eine französische Gemeinde mit 624 Einwohnern (Stand: 1. Januar 2022) im Département Isère in der Region Auvergne-Rhône-Alpes; sie gehört administrativ zum Arrondissement La Tour-du-Pin und ist Teil des Kantons Le Grand-Lemps. Die Einwohner werden Belmontois genannt.

## Geografie
Belmont befindet sich etwa 39 Kilometer ostsüdöstlich von Vienne. Im Gemeindegebiet entspringt das Flüsschen Hien. Umgeben wird Belmont von den Nachbargemeinden Biol im Norden, Montrevel im Osten, Bizonnes im Süden, Flachères im Westen sowie Eclose-Badinières im Westen und Nordwesten.

## Bevölkerungsentwicklung
| Jahr                       | 1962 | 1968 | 1975 | 1982 | 1990 | 1999 | 2006 | 2017 |
| -------------------------- | ---- | ---- | ---- | ---- | ---- | ---- | ---- | ---- |
| Einwohner                  | 205  | 196  | 172  | 199  | 214  | 266  | 403  | 598  |
| Quellen: Cassini und INSEE |      |      |      |      |      |      |      |      |

## Sehenswürdigkeiten
- Kirche Saint-Christophe

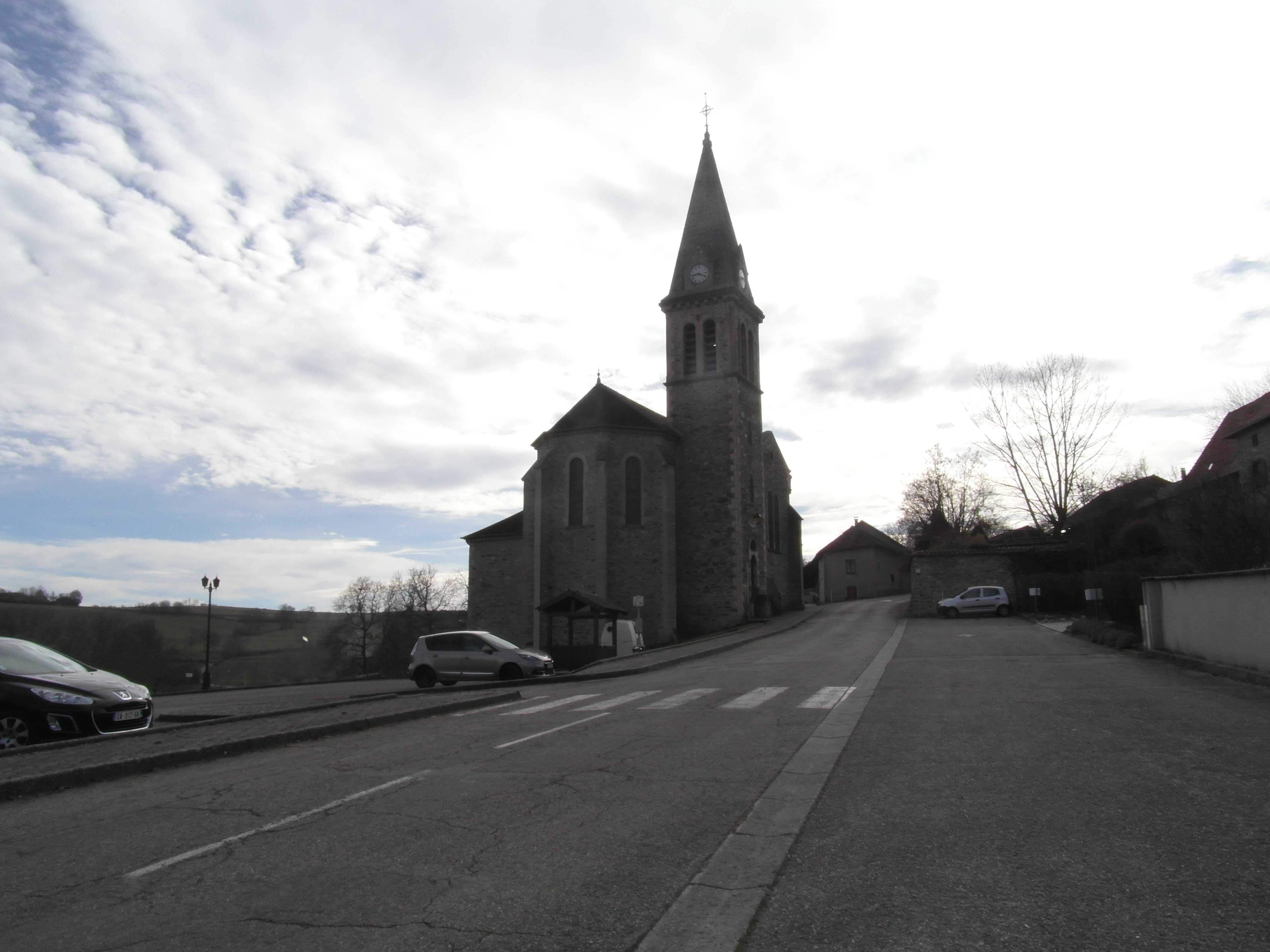
Kirche Saint-Christophe

- Schloss Belmont, 1293 erwähnt, heute aus dem 16./17. Jahrhundert, Monument historique seit 1988